# Hamida Banu Begum
Hamida Banu Begum, född 1527, död 1604, var en indisk mogulgemål. 
Hon var gift med stormogulen Humajun och mor till stormogulen Akbar den store. Hon var Padshah Begum, en titel som brukar översättas till "kejsarinna" och som gav henne främst rang i mogulharemet, mellan 1556 och 1602.